# کاکنه
کاکُنه یا عروسک پشت پرده (Physalis alkekengi) گیاهی علفی و خودرو، با برگ‌های بیضی، گل‌های سفید، و میوه‌ای سرخ‌رنگ است که برگ، پوست، دانه و میوهٔ خشک‌شده کاکنه کاربرد دارویی دارد و جوشانده آن مُدِر (ادرارآور)، مسکن و ضدعفونی کننده‌است.
کاکنه گیاهی است بوته‌ای، یک‌ساله تا سه‌ساله، بومی شرق و جنوب آسیا و جنوب اروپا. در ایران، این گیاه در جنگل‌های شمال، شمال غربی در ارسباران و همچنین در مرکز ایران، پیرامون تهران، دیده می‌شود. کاکنه معمولاً به‌شکل علف هرز در زمین‌های کشاورزی می‌روید.

## نام‌ها
کاکُنه را کاکونه، عروسک، عروسک پشت پرده و عروس پس پرده هم گفته‌اند. نام‌های دیگر آن «گیلاس جهودان» و «کچومن» و فانوس چینی و فیسالیس قرمز است. صورت معرب کاکنه، یعنی «کاکِنَج» هم در برخی متون قدیمی به‌کار رفته‌است. به عربی «جوزالمزج» و «حب اللهو» گفته می‌شود و در زبان آذری به آن یِرگیلاسی، در ترکی استانبولی به آن güveyfeneri (فانوس داماد) می‌گویند.

## ویژگی‌های ظاهری
این گیاه از تیره بادنجانیان با زمین‌ساقه‌ای خزنده و ساقه‌ای گوشه‌دار و راست است. برگ‌هایی دم‌دار دارد که در گروه‌های دوتائی قرار گرفته‌اند.
بلندی این گیاه بین ۴۰ تا ۶۰ سانتی‌متر است. کاکنه دو نوع ساقه دارد، یکی زیرزمینی که منشعب و افقی است و دیگری ساقه‌های هوایی که ایستاده، زاویه‌دار و پوشیده از کرک است. برگ‌هایش تخم مرغی نوک تیز یا مثلثی شکل و به رنگ سبز تیره است. گل آن بزرگ، تکی و به‌رنگ سفید یا مایل به زرد است و از خرداد تا شهریور ماه می‌شکفد. کاسه گل به‌تدریج رشد می‌کند، به‌هم می‌پیوندد و به‌شکل پرده‌ای نازک و کاغذین دور میوه را می‌گیرد. رنگ کاسه در آغاز سبز روشن است و کم‌کم نارنجی می‌شود. با این ویژگی گیاه را به‌آسانی می‌توان شناخت. میوه گیاه کروی‌شکل، به اندازه گیلاس و به رنگ قرمز است. درون میوه تعدادی دانه ریز سفیدرنگ دیده می‌شود. عروسک پشت پرده را با کاشت دانه زیاد می‌کنند.

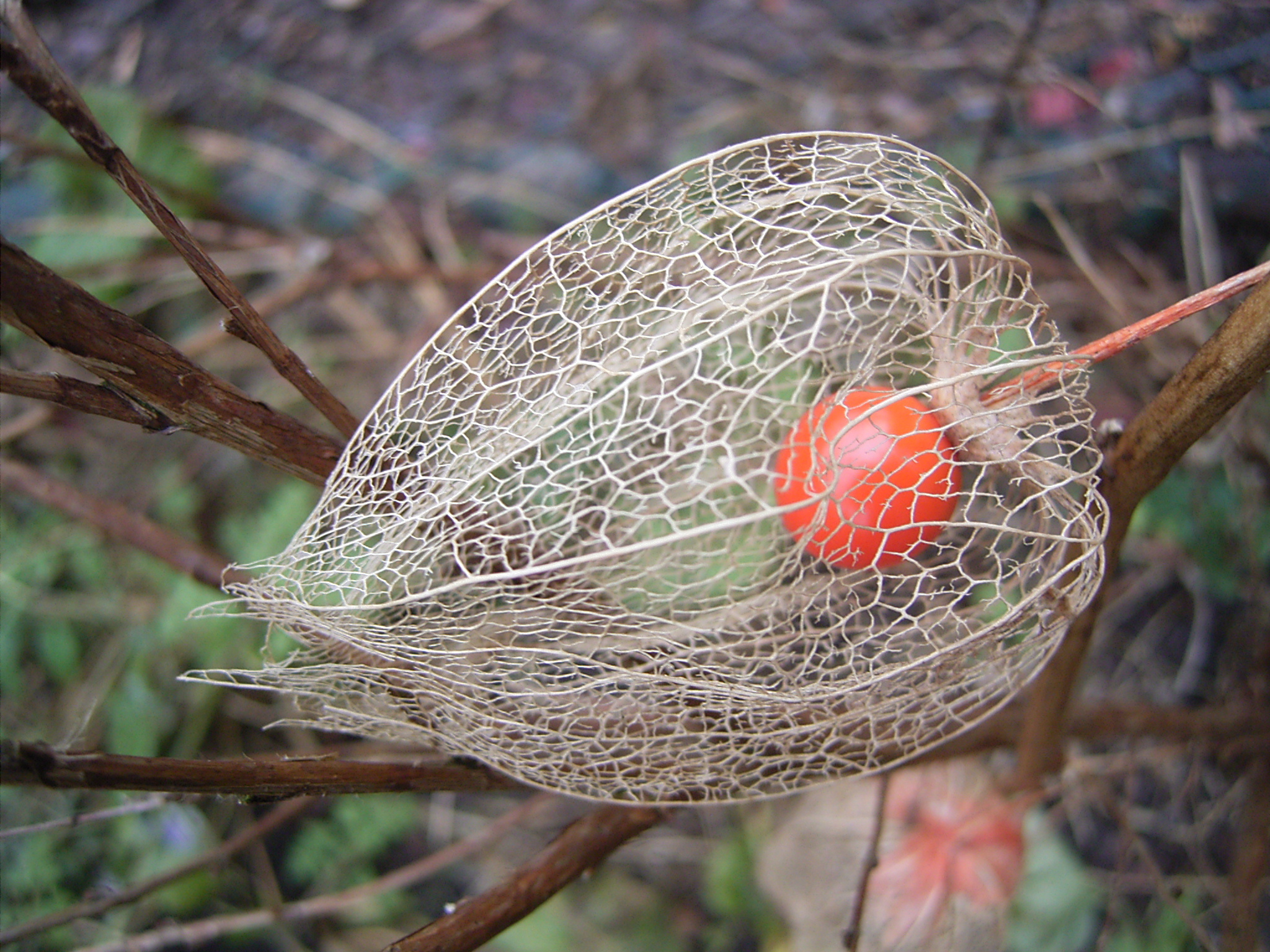

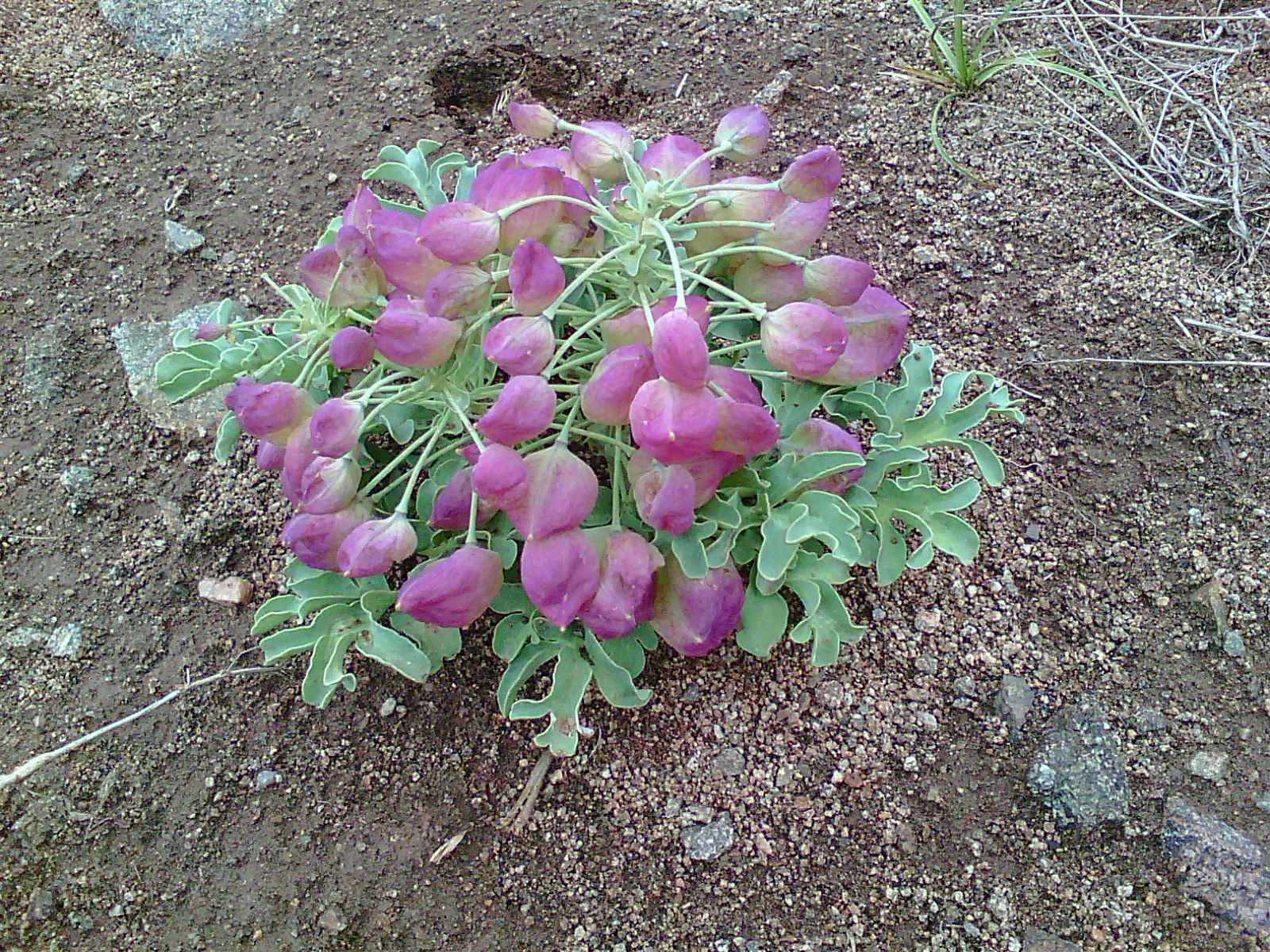
نوعی عروسک پشت پرده کوهستان الوند

## مراحل رشد و نمو
گل‌های کاکنه سفید وکوچک هستند. کاسه گل پس از گرده افشانی و لقاح می‌روید، درشت، متورم و رنگین می‌شود و به رنگ نارنجی تند با برگ‌های برجسته در می‌آید. درون آن میوه گیاه به شکل سته نارنجی رنگی تشکیل می‌شود. معمولأ در پاییز پارانشیم کاسه گل تحت تأثیر فعالیت باکتریهای سلولز خوار تجزیه می‌شود، در نتیجه فقط شبکه رگبرگ‌های کاسه به شکل تور سفید رنگ ظریف و نازکی باقی می‌ماند و میوه گرد درون آن نمایان می‌شود. به همین علت است که این گیاه را عروسک پشت پرده می‌نامند.

## کاشت
در سال ۱۹۸۵، کاکنه در کلمبیا از اهمیت تجاری برخوردار شد، این کشور به‌طور گسترده اقدام به کشت آن کرده و میوه آن در طبیعت و به‌صورت بسته‌بندی جهت بازار فروخته می‌شد.
در حال حاضر، کلمبیا بزرگ‌ترین تولیدکننده کاکنه در جهان و پس از آن آفریقای جنوبی است و کاکنه دومین میوه با اهمیت است که ۵۴ درصد از صادرات میوه کلمبیا را به خود اختصاص داده‌است. احتمالاً، کلمبیا بیشترین مساحت کشت فیسالیس را دارد، در حدود ۸۰۰ تا ۱۰۰۰ هکتار که بین ۱۵ تا ۲۸ تن فیسالیس در هر هکتار تولید می‌کند. در حال حاضر در بعضی از استان‌های ایران به صورت گلخانه‌ای کشت می‌شود.

## خواص و مضرات کاکنه
- این میوه منبع آنتی‌اکسیدان و سرشار از ویتامینهای آ، ئی، اف، بی و ویتامین ث است.
- فیسالیس بدن انسان را با به دام انداختن رادیکال‌های آزاد که موجب بروز بیماری‌هایی مانند سرطان، سکتهٔ قلبی، پروستات، آسم و آلرژی می‌شود، حفاظت می‌کند.
- تقویت دستگاه ایمنی
- کاهش فشار خون
- کاهش وزن
- کاهش خطر ابتلا به سرطان
- افزایش انرژی بدن
- مصرف این میوه تأثیر بسزایی در شادابی و پوست و تقویت قوای‌جنسی دارد.
- اگر این میوه به‌صورت نارس و سبز خورده شود سمی بوده و باعث مسمومیت شدید در افراد می‌شود.
- استفاده بیش از حد از گیلاس زمینی باعث دل‌درد یا مشکلات گوارشی می‌شود.[۳]
- در قدیم، قابله‌ها به زنی که می‌خواست جنین خود را سقط کند، کاکنه می‌دادند و زنانی که از آن می‌خوردند، دیگر بچه دار نمی‌شدند. اکنون از نظر علمی ثابت شده‌است که میوه این گیاه، خاصیت عقیم کنندگی دارد. [نیازمند منبع] [نیازمند منبع]

## شرایط خاک و اقلیم برای کشت
برای معرفی گونه‌ای در یک منطقه جدید، لازم است ارزیابی از شرایط آب و هوایی و خاک با هدف کمک به انتخاب گونه‌هایی با سازگاری بهتر انجام شود. فیسالیس به دلیل سازگاری با آب‌وهوای مدیترانه‌ای و انواع مختلفی از خاک، می‌تواند در طیف وسیعی از شرایط خاک و آب و هوایی توسعه یابد و به‌عنوان گونه‌ای بسیار تحمل‌پذیر طبقه‌بندی می‌شود.
ارتفاع تأثیر زیادی بر گیاهان و میوه‌های کاکنه دارد. افزایش پرتو فرابنفش و کاهش دمای هوا با افزایش ارتفاع، منجر به تولید گیاهان کوچک‌تر، برگ‌های کوچک و ضخیم می‌شود که باعث تأخیر در اوج باردهی می‌شود. در کلمبیا، فیسالیس در ارتفاعات ۲۰۰۰ تا ۲۶۵۰ متر کشت می‌شود.